# Liste der Monuments historiques in La Colle-sur-Loup
Die Liste der Monuments historiques in La Colle-sur-Loup führt die Monuments historiques in der französischen Gemeinde La Colle-sur-Loup auf.

## Liste der Bauwerke
| Bezeichnung         | Beschreibung                       | Standort                   | Kennzeichnung | Schutzstatus | Datum | Bild           |
| ------------------- | ---------------------------------- | -------------------------- | ------------- | ------------ | ----- | -------------- |
| Abbaye du Canadel   | Kreuzgang und Kapelle des Klosters | Quartier du Canadel (Lage) | PA00080710    | Inscrit      | 1927  | weitere Bilder |
| Château de Montfort | Schloss aus dem 16. Jahrhundert    | (Lage)                     | PA00080711    | Inscrit      | 1969  | weitere Bilder |